# Henri Oedenkoven

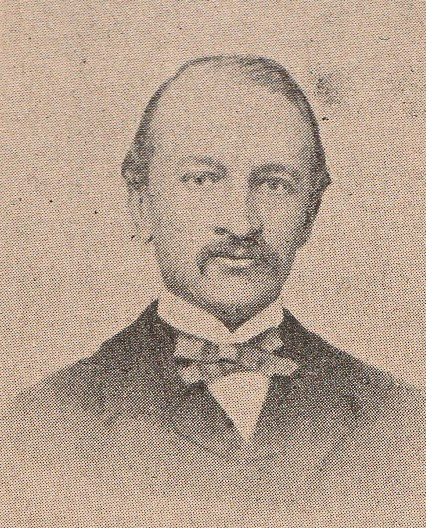
Henri Oedenkoven

Henricus Gaspar Oedenkoven (Antwerpen 12 juli 1823 – Borgerhout 18 juni 1871) was burgemeester van Borgerhout en een industrieel. Hij was met name mede-oprichter en eigenaar van kaarsenfabriek Roubaix-Oedenkoven.

## Biografie
Oedekovens vader was een koopmansklerk geboortig van Keulen en zijn moeder was afkomstig van Rotterdam.
In 1846 werd hij onderluitenant der genie te Bergen en kreeg van de militaire overheid toelating om in Elsene te huwen met Sophie Hubertine De Roubaix. In 1853 werd hij ingenieur en kapitein der genietroepen.
Samen met zijn schoonbroer Adolphe Joseph De Roubaix was hij in 1853 stichter van de waskaarsenfabriek ‘den Bougie’ te Borgerhout. Later, in 1860, stichtte hij een zeepfabriek en in 1863 stichtte hij ook een fabriek van solferstekjes (lucifers).
Henri Oedenkoven was liberaal burgemeester van Borgerhout bij Koninklijk Besluit van 12 augustus 1865 tot aan zijn overlijden in 1871. Hij probeerde cholera in te perken en het oude Sint Erasmusziekenhuis heeft hij mee opgestart. Hij werkte ook rond mobiliteit en wou rechte straten rondom pleinen. Omdat dit niet goedgekeurd werd door de gemeenteraad, kwam er ruzie en kort daarna stierf hij, na een langdurige ziekte, in zijn woning 's Herenstraat 2 te Borgerhout, op 18 juni 1871.

## Familiebanden
Oedenkoven was de oom en voogd van Georges Eekhoud (Antwerpen,1854 - Schaarbeek, 1927).
Zijn kleinzoon en naamgenoot, Henri Oedenkoven (1875-1935), stichtte samen met Ida Hofmann in Ascona de befaamde kunstenaarskolonie "Monte Verità" (Berg van de Waarheid).